# Joanna Newsom
Joanna Caroline Newsom, född 18 januari 1982 , är en amerikansk musiker och skådespelare. Hon är född och uppvuxen i Nevada City i Kalifornien och är skolad inom klassisk musik. Hennes huvudinstrument är harpa, vilket hon spelat sedan cirka tio års ålder, men hon spelar även piano och cembalo. Hon började sin musikaliska karriär när hon spelade keyboard i bandet The Pleased.
Efter att själv spelat in och släppt två EP under 2002 signerade hon kontrakt för skivbolaget Drag City. Hennes debutalbum The Milk-Eyed Mender och hyllades av kritikerna. Hennes album Ys (2006) kom på plats 134 på Billboardlistan och 2007 blev hon nominerad till  Shortlist Music Prize.
Sedan dess har hon släppt ytterligare två album: Have One on Me (2010) och Divers (2015), varav den senare sålde mer än alla hennes tidigare album.
Newsom har uppmärksammats av kritiker för sin unika musikaliska stil, ibland karakteriserad som psykedelisk folkmusik, så kallad freak folk, och för hennes användning av harpan och sin speciella röst. Hon har också framträtt som skådespelerska, med roller i TV-serien Portlandia, och Paul Thomas Andersons Inherent Vice (2014).
Efter att ha varit ett par i fem år gifte sig Newsom med skådespelaren och komikern Andy Samberg 2013. 2017 fick de en dotter.

## Diskografi

### Album
- 2004 – The Milk-Eyed Mender (Drag City)
- 2006 – Ys (Drag City)
- 2010 – Have One on Me (Drag City)
- 2015 – Divers (Drag City)

### EP
- 2002 – Walnut Whales (självutgivet)
- 2003 – Yarn and Glue (självutgivet)
- 2007 – Joanna Newsom and the Ys Street Band (Drag City)

### Singlar
- 2004 – "Sprout and the Bean" (Drag City)
- 2011 – "What We Have Known" (Drag City)